# Nicola Pavarini
Nicola Pavarini (Brescia, 24 febbraio 1974) è un allenatore di calcio ed ex calciatore italiano, di ruolo portiere, attuale preparatore dei portieri del Parma.

## Carriera

### Club

#### Inizi
Nato a Brescia, muove i primi passi calcistici nella squadra della sua città, il Brescia Calcio, approdando in prima squadra nel 1991. Nella stagione 1995/96 va in Serie C2 a fare esperienza. Lo acquista il Cremapergo, squadra in cui è titolare e con cui chiude il campionato con 31 presenze e 26 reti subite. L'anno dopo è di nuovo al Brescia, dove totalizza, fra A e B, 16 presenze e 17 reti subite. Nel settembre 1999 è acquistato dal Gualdo, in Serie C1, dove viene promosso portiere titolare e gioca 25 partite con 32 reti incassate. Nel gennaio 2002, dopo un fugace ritorno al Brescia, va all'Acireale, in C2, dove gioca un totale di 32 partite subendo 26 reti in due stagioni.

#### Livorno e Reggina
Nel 2003/04 è al Livorno, in Serie B, dove gioca un campionato intero e totalizza 37 presenze con 38 gol al passivo, centrando con la squadra toscana una storica promozione in Serie A (dopo 55 anni). Esordisce con gli amaranto il 23 settembre 2003 contro l'Albinoleffe. L'anno seguente segue l'allenatore Walter Mazzarri, già con lui al Livorno, alla Reggina, in Serie A, dove gioca 23 partite venendo battuto per 23 volte. Esordisce con i calabresi il 12 settembre 2004 contro l'Udinese. Nel corso della stagione si alterna nel ruolo di titolare con Salvatore Soviero. Nella stagione 2005/06, sempre alla Reggina, parte come vice di Ivan Pelizzoli, ma riesce comunque a giocare 19 partite (con 19 reti subite), prima che un grave infortunio al volto in seguito ad uno scontro con il brasiliano Pinga del Treviso gli precluda la possibilità di continuare a giocare nel corso dell'annata.

#### Siena e Lecce
Nel giugno 2006 passa al Siena a parametro zero, ma non riesce ad insidiare il posto da titolare dell'estremo difensore austriaco Alexander Manninger. Nel gennaio 2007 è ceduto al Lecce, in Serie B, in uno scambio di prestiti con il portiere Francesco Benussi. Esordisce con i salentini il 13 gennaio 2007 contro il Cesena. Dopo 17 presenze e 18 reti subite, a fine stagione torna al Siena.

#### Ritorno a Parma e ritiro
Nell'estate 2007 si trasferisce a titolo definitivo al Parma, come secondo di Luca Bucci. Il 22 settembre 2007 esordisce a San Siro contro il Milan. Dopo la retrocessione, nella Serie B 2008-2009, è titolare nello scacchiere parmense dimostrandosi all'altezza della situazione e trascinando la squadra verso la promozione. Dalla stagione 2009–2010 è il secondo di Mirante; nella stagione 2013-14 è sopravanzato nella gerarchia di Roberto Donadoni da Pavol Bajza. Al termine della stagione, in cui si festeggia il Centenario del Parma, si ritira dal calcio giocato. Il 18 maggio 2014 disputa la sua ultima partita della carriera contro il Livorno subentrando nel secondo tempo ad Antonio Mirante.

### Dopo il ritiro

#### Gli inizi
Dopo il ritiro, il 16 settembre 2014 diventa il coordinatore dei preparatori dei portieri di tutto il settore giovanile del Parma. Dopo il fallimento del club fa ritorno a Brescia, dove allena in una scuola per giovani portieri. Nella stagione 2017-2018 lavora per la Juventus come osservatore, ricoprendo l'anno seguente il ruolo di coordinatore dei preparatori dei portieri di tutto il settore giovanile della squadra torinese. Il 3 luglio 2019 ottiene l'abilitazione a preparatore dei portieri di prima squadra e settore giovanile col massimo dei voti. Conclusa l'esperienza alla Juve, nella stagione 2019-2020 ricopre il ruolo di coordinatore dei preparatori dei portieri delle giovanili della nazionale italiana.

#### Fatih Karagumruk e Sampdoria
Da giugno del 2022 entra nello staff tecnico di Andrea Pirlo come preparatore dei portieri della squadra turca del Fatih Karagümrük prima e della Sampdoria dopo.

#### Parma
Il 18 febbraio 2025, dopo la nomina di Cristian Chivu come nuovo tecnico del Parma, entra nello staff tecnico con il ruolo di preparatore dei portieri, tornando così nella città ducale.

## Statistiche

### Presenze e reti nei club
| Stagione        | Squadra         | Campionato      | Campionato | Campionato | Coppe nazionali | Coppe nazionali | Coppe nazionali | Coppe continentali | Coppe continentali | Coppe continentali | Altre coppe | Altre coppe | Altre coppe | Totale | Totale |
| Stagione        | Squadra         | Comp            | Pres       | Reti       | Comp            | Pres            | Reti            | Comp               | Pres               | Reti               | Comp        | Pres        | Reti        | Pres   | Reti   |
| --------------- | --------------- | --------------- | ---------- | ---------- | --------------- | --------------- | --------------- | ------------------ | ------------------ | ------------------ | ----------- | ----------- | ----------- | ------ | ------ |
| 1995-1996       | Cremapergo      | C2              | 31         | -26        |                 | 0               | 0               |                    | -                  | -                  |             | -           | -           | 31     | -26    |
| 1996-1997       | Brescia         | B               | 7          | -9         |                 | 0               | 0               |                    | -                  | -                  |             | -           | -           | 7      | -9     |
| 1997-1998       | Brescia         | A               | 2          | -2         |                 | 0               | 0               |                    | -                  | -                  |             | -           | -           | 2      | -2     |
| 1998-1999       | Brescia         | B               | 7          | -6         |                 | 0               | 0               |                    | -                  | -                  |             | -           | -           | 7      | -6     |
| Totale Brescia  | Totale Brescia  | Totale Brescia  | 16         | -17        |                 | 0               | 0               |                    | -                  | -                  |             | -           | -           | 16     | -17    |
| 1999-2000       | Gualdo          | C1              | 25         | -32        |                 | 0               | 0               |                    | -                  | -                  |             | -           | -           | 25     | -32    |
| 2000-2001       | Cesena          | C1              | 0          | 0          |                 | 0               | 0               |                    | -                  | -                  |             | -           | -           | 0      | 0      |
| gen.2002        | Acireale        | C2              | 1          | -2         |                 | 0               | 0               |                    | -                  | -                  |             | -           | -           | 1      | -2     |
| 2002-2003       | Acireale        | C2              | 31         | -24        |                 | 0               | 0               |                    | -                  | -                  |             | -           | -           | 31     | -24    |
| Totale Acireale | Totale Acireale | Totale Acireale | 32         | -26        |                 | 0               | 0               |                    | -                  | -                  |             | -           | -           | 32     | -26    |
| 2003-2004       | Livorno         | B               | 37         | -38        |                 | 0               | 0               |                    | -                  | -                  |             | -           | -           | 37     | -38    |
| 2004-2005       | Reggina         | A               | 23         | -23        |                 | 0               | 0               |                    | -                  | -                  |             | -           | -           | 23     | -23    |
| 2005-2006       | Reggina         | A               | 19         | -22        |                 | 0               | 0               |                    | -                  | -                  |             | -           | -           | 19     | -22    |
| Totale Reggina  | Totale Reggina  | Totale Reggina  | 42         | -45        |                 | 0               | 0               |                    | -                  | -                  |             | -           | -           | 42     | -45    |
| 2006-gen 2007   | Siena           | A               | 0          | 0          | CI              | 0               | 0               | -                  | -                  | -                  | -           | -           | -           | 0      | 0      |
| gen.-giu. 2007  | Lecce           | B               | 17         | -18        | CI              | -               | -               | -                  | -                  | -                  | -           | -           | -           | 17     | -18    |
| 2007-2008       | Parma           | A               | 9          | -12        | CI              | 1               | -3              | -                  | -                  | -                  | -           | -           | -           | 10     | -15    |
| 2008-2009       | Parma           | B               | 38         | -29        | CI              | 2               | -4              | -                  | -                  | -                  | -           | -           | -           | 40     | -33    |
| 2009-2010       | Parma           | A               | 2          | -2         | CI              | 0               | 0               | -                  | -                  | -                  | -           | -           | -           | 2      | -2     |
| 2010-2011       | Parma           | A               | 3          | -2         | CI              | 2               | -1              | -                  | -                  | -                  | -           | -           | -           | 5      | -3     |
| 2011-2012       | Parma           | A               | 10         | -6         | CI              | 2               | -3              | -                  | -                  | -                  | -           | -           | -           | 12     | -9     |
| 2012-2013       | Parma           | A               | 6          | -5         | CI              | 1               | -1              | -                  | -                  | -                  | -           | -           | -           | 7      | -6     |
| 2013-2014       | Parma           | A               | 1          | 0          | CI              | 0               | 0               | -                  | -                  | -                  | -           | -           | -           | 1      | 0      |
| Totale Parma    | Totale Parma    | Totale Parma    | 69         | -56        |                 | 8               | -12             |                    | -                  | -                  |             | -           | -           | 77     | -68    |
| Totale carriera | Totale carriera | Totale carriera | 269        | -258       |                 | 8               | -12             |                    | -                  | -                  |             | -           | -           | 277    | -270   |

## Palmarès

### Club

#### Competizioni nazionali
- Campionato italiano di Serie B: 1

Brescia: 1996-1997